# Gnaius Fulvius Centumalus Maximus
Gnaius Fulvius Centumalus Maximus (Latijn: Cn. Fulvius Cn. f. Cn. n. Centumalus Maximus) was een Romeins politicus uit de 3e eeuw v.Chr.
Gnaius was in 214 v.Chr. samen met Publius Sempronius Tuditanus aedilis curulis en organiseerden de ludi scaenici per quadriduum (“gedurende vier dagen”).
Het jaar daarop (213 v.Chr.) werd hij samen met zijn voormalige collega-aedilis plebis Publius Sempronius Tuditanus tot praetor verkozen. Hij ontving in deze hoedanigheid de equites van Capua die het kamp van Hannibal Barkas wensten in te ruilen voor dat van Rome.
Hij was in 211 v.Chr. samen met Publius Sulpicius Galba Maximus consul. Beiden namen deel aan de verdediging van Rome tegen Hannibal. Fulvius ging naar zijn provincia Apulia, maar keerde terug om de verkiezingen te houden.
Gnaius zijn imperium werd verlengd voor een jaar met Apulia als zijn provincia. Hij sneuvelde in de tweede slag om Herdonia tijdens een verrassingsaanval door Hannibal.

## Referentie
- T.R.S. Broughton, The Magistrates of the Roman Republic, I, New York, 1951, pp. 259, 263, 272, 280.